# Stereotypes
Singles de Blur
The Universal Charmless Man
Stereotypes est le quinzième single de Blur, extrait de l'album The Great Escape.

## Liste des titres
- CD (CDFOOD73)

1. Stereotypes
2. The man who left himself
3. Tame
4. Ludwig

- 7″ (FOOD73)

1. Stereotypes
2. The man who left himself
3. Tame

- Cassette (TCFOOD73)

1. Stereotypes
2. The man who left himself
3. Tame

### Version hollandaise
- CD (58155-2)

1. Stereotypes
2. The horrors
3. A song
4. St. Louis